# Stazione di San Lucido
La stazione di San Lucido era una stazione ferroviaria della dismessa ferrovia a cremagliera Paola-Cosenza a servizio dell'omonimo comune.

## Storia
La stazione di San Lucido venne costruita nei pressi dell'abitato di San Lucido a 192 m s.l.m. Tra essa e la stazione omonima della linea Tirrenica venne costruita una teleferica per il trasporto dei materiali necessari alla linea in costruzione a cremagliera date le difficili condizioni orografiche della zona. L'apertura avvenne il 2 agosto 1915 contestualmente all'entrata in funzione della tratta ferroviaria a cremagliera Strub costruita tra l'uscita di Paola e Falconara Albanese. Il progetto di costruzione previde una piccola stazione provvista di un modestissimo scalo merci fornita solo di un binario di raddoppio per servizio viaggiatori e un binario merci. La cremagliera aveva termine prima degli scambi di ingresso e ricominciava dopo gli scambi di uscita. Il 31 maggio 1987 la stazione venne dismessa assieme alla vecchia ferrovia.